# 普布利乌斯·泰伦斯·瓦罗
普布利乌斯·泰伦斯·瓦罗（英語：Varro Atacinus，前82年—前35年）。古罗马早期著名诗人之一，著有大量反映战争与讽刺题材的相关诗作，作品现仅存有残篇。